# Ponta d'Ouro
Ponta d'Ouro este un oraș în Mozambic, cunoscut pentru plaja și delfinii săi.